# Ohně v hlubinách
Ohně v hlubinách (anglicky The Fires Within) je vědeckofantastická povídka britského spisovatele Arthura C. Clarka, která poprvé vyšla v roce 1947 v magazínu Fantasy No. 3.
V angličtině vyšla také mj. ve sbírce Reach for Tomorrow.

Povídce se zaobírá myšlenkou inteligentního života v blízkosti zemského jádra.

## Postavy
- dr. Matthews
- prof. Hancock
- dr. Clayton
- Karn

## Děj
Profesor Hancock ve spolupráci s dr. Claytonem zkonstruuje speciální sonar – aparát, který dokáže mapovat rozložení hornin pod zemským povrchem. Dalšími úpravami a zvyšováním výkonu přístroj „dohlédne“ hlouběji a hlouběji, až jednou prof. Hancock zahlédne na stínítku pravidelnou síťovanou strukturu. Tato struktura je podzemní město bytostí (jimi nazývané Callastheon), které dokážou žít ve zhuštěné hmotě při obrovském tlaku. Geologický výzkum nyní musí probíhat v utajení, aby nevznikla při odhalení výsledků ve společnosti panika.
V závěru povídky probíhá diskuse mezi dvěma příslušníky inteligentní podzemní rasy. Vyplývá z ní, že poté, co zachytili profesorovy sonarové signály, se zaměřili na povrch Země. Z jejich pohledu tam nemohl existovat život, při téměř vzduchoprázdnu a v nízkých teplotách. Vybudovali šachty na povrch, ale jejich příchod z hlubin Země vyhubil lidstvo. Jeden podzemšťan se zadumá, zda podobný osud nečeká i jejich rasu, při myšlence na obrovské množství lávy pod Callastheonem.

## Česká vydání
Česky vyšla povídka v následujících sbírkách nebo antologiích:
- Oceánem hvězd (SNKLU 1962, překlad Miloslav Žilina)[2]